# Neuenkirchen (Lüneburger Heide)

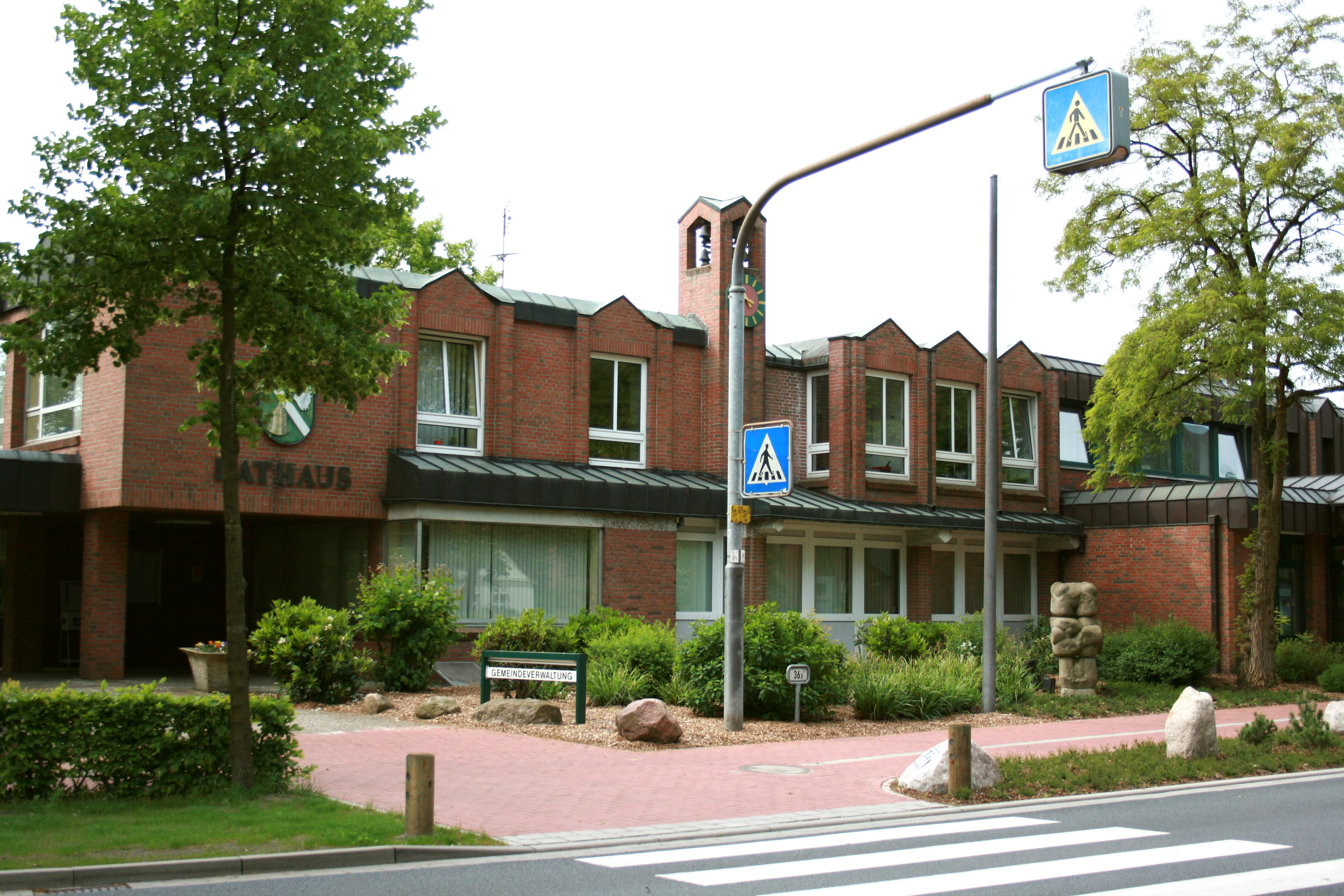
Rathaus an der Hauptstraße

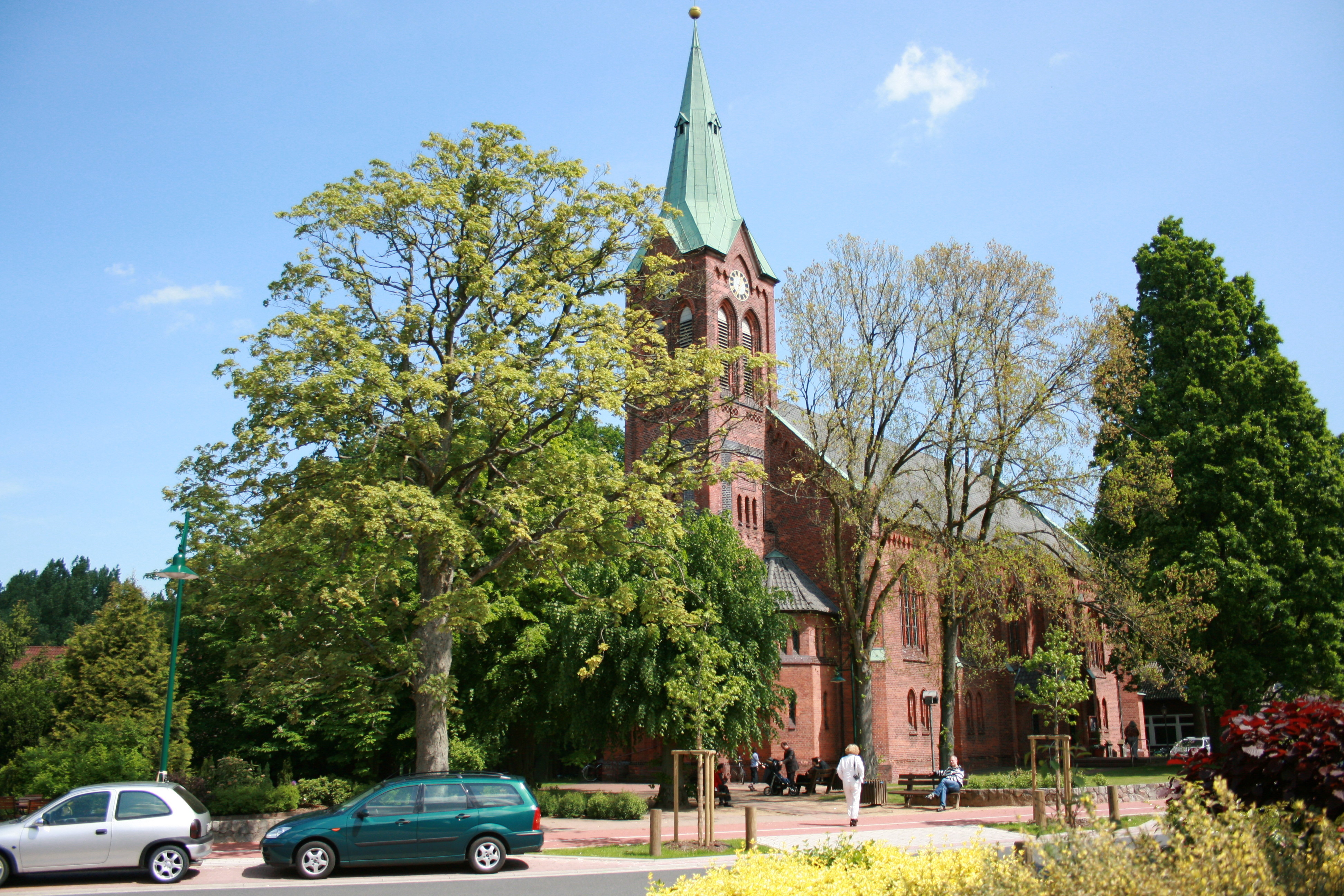
St.-Bartholomäus-Kirche

Neuenkirchen ist eine Gemeinde im Heidekreis, Niedersachsen. Sie liegt am Westrand der Lüneburger Heide an der Bundesstraße 71 zwischen Rotenburg (Wümme) und Soltau.

## Geographie

### Geographische Lage
Neuenkirchen liegt in einer Wald-, Heide- und Moorlandschaft in der Lüneburger Heide, genauer in der Walsroder Lehmgeest (Naturraum 64104), von der sich große Teile unter Landschaftsschutz befinden, darunter der Stichter See. In Südwest-Nordost-Richtung verläuft die Neuenkirchener Endmoräne, die am Nordrand von Neuenkirchen vom Hahnenbach durchschnitten wird.

### Gemeindegliederung
Die Gemeinde Neuenkirchen ist eine Einheitsgemeinde und gliedert sich in zehn Ortschaften
Einwohnerzahlen (Stand: 15. Dezember 2014):
1. Behningen 76
2. Brochdorf 294
3. Delmsen 733
4. Gilmerdingen 213
5. Grauen 334
6. Ilhorn 189
7. Neuenkirchen (Kernort) 2.661
8. Schwalingen 363
9. Sprengel 320
10. Tewel 586

Gesamt 5769
(Quelle: Nahverkehrsplan Heidekreis 2015–2019, basierend auf dem Niedersächsischen Landesamt für Statistik)

## Geschichte
Neuenkirchen entwickelte sich aus dem früheren Kerkspel Nyenkerken. Dazu gehörten auch einige ältere Dörfer wie Delmsen, Tewel, Grauen, Ilhorn, Sprengel und Behningen.
Im Mittelalter war der Ort ein sogenannter Freibann; das bedeutete, dass die  mehrheitlich freie Bauernschaft in Neuenkirchen die Gerichtsbarkeit selbst ausübte.
Nach 1945 erlebte Neuenkirchen ein starkes Wachstum durch Flüchtlinge und Vertriebene aus ehemals deutschen Ostgebieten, der Tschechoslowakei und aus Bessarabien.
Am 1. März 1974 wurden im Zuge der Verwaltungs- und Gebietsreform die ehemaligen selbständigen Gemeinden Behningen, Brochdorf, Delmsen, Gilmerdingen, Grauen, Ilhorn, Schwalingen, Sprengel und Tewel in die Gemeinde Neuenkirchen eingegliedert.
Im Jahr 1986 wurde in der Nähe des Bahnhofes Neuenkirchen die Fernsehshow Dalli Dalli mit 3000 Zuschauern live übertragen. Für die Fernsehsendung wurde ein Sonderzug auf der Bahnstrecke Soltau (Han.) – Neuenkirchen eingesetzt.
Seit 1992 existiert das Kartoffelfest in Neuenkirchen, dieses findet in der Regel am dritten Samstag im September statt.
Am Morgen des 20. Oktober 2004 erschütterte ein Erdbeben die Gemeinde. Es hatte sein Epizentrum bei Neuenkirchen und erreichte eine Stärke von 4,5 auf der Richterskala.

## Politik

### Gemeinderat
Der Rat der Gemeinde Neuenkirchen besteht aus 16 Ratsfrauen und Ratsherren. Dies ist die festgelegte Anzahl für eine Gemeinde mit einer Einwohnerzahl zwischen 5.001 und 6.000 Einwohnern. Die Ratsmitglieder werden durch eine Kommunalwahl für jeweils fünf Jahre gewählt. Neben den 16 in der Gemeinderatswahl gewählten Mitgliedern ist außerdem der hauptamtliche Bürgermeister im Rat stimmberechtigt.
Seit den Kommunalwahlen 2016 ergibt sich folgende Sitzverteilung:
| Gemeinderat 2021Insgesamt 16 Sitze - SPD: 3 - Grüne: 1 - FLuPIS: 2 - FDP: 1 - CDU: 9 |

### Bürgermeister
Bürgermeister ist seit dem 20. Mai 2010 Carlos Brunkhorst, der der CDU angehört.

### Ortsrat
Der Ortsrat, der den Ortsteil Neuenkirchen der gleichnamigen Gemeinde vertritt, setzt sich aus sieben Mitgliedern zusammen. Die Ratsmitglieder werden durch eine Kommunalwahl für jeweils fünf Jahre gewählt.
Bei der Kommunalwahl 2021 ergab sich folgende Sitzverteilung:
| Ortsrat 2021Insgesamt 7 Sitze - SPD: 2 - FLuPiS: 2 - CDU: 3 |

## Kultur und Sehenswürdigkeiten
- Kunst-Landschaft Springhornhof
- Naturfreibad Neuenkirchen
- Schäferhof in Neuenkirchen
- Sprengeler Mühle in Sprengel

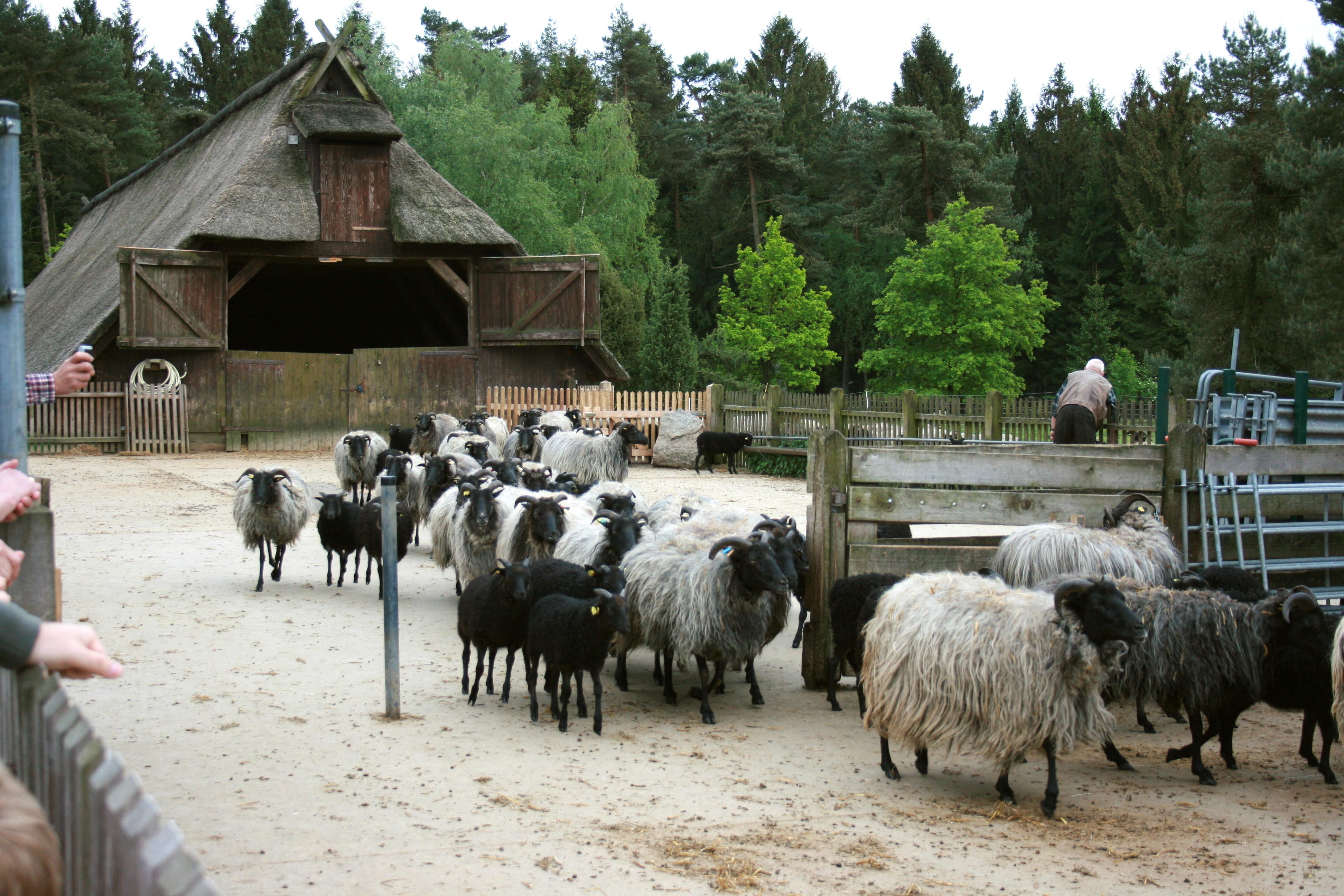
Freilichtmuseum Schäferhof

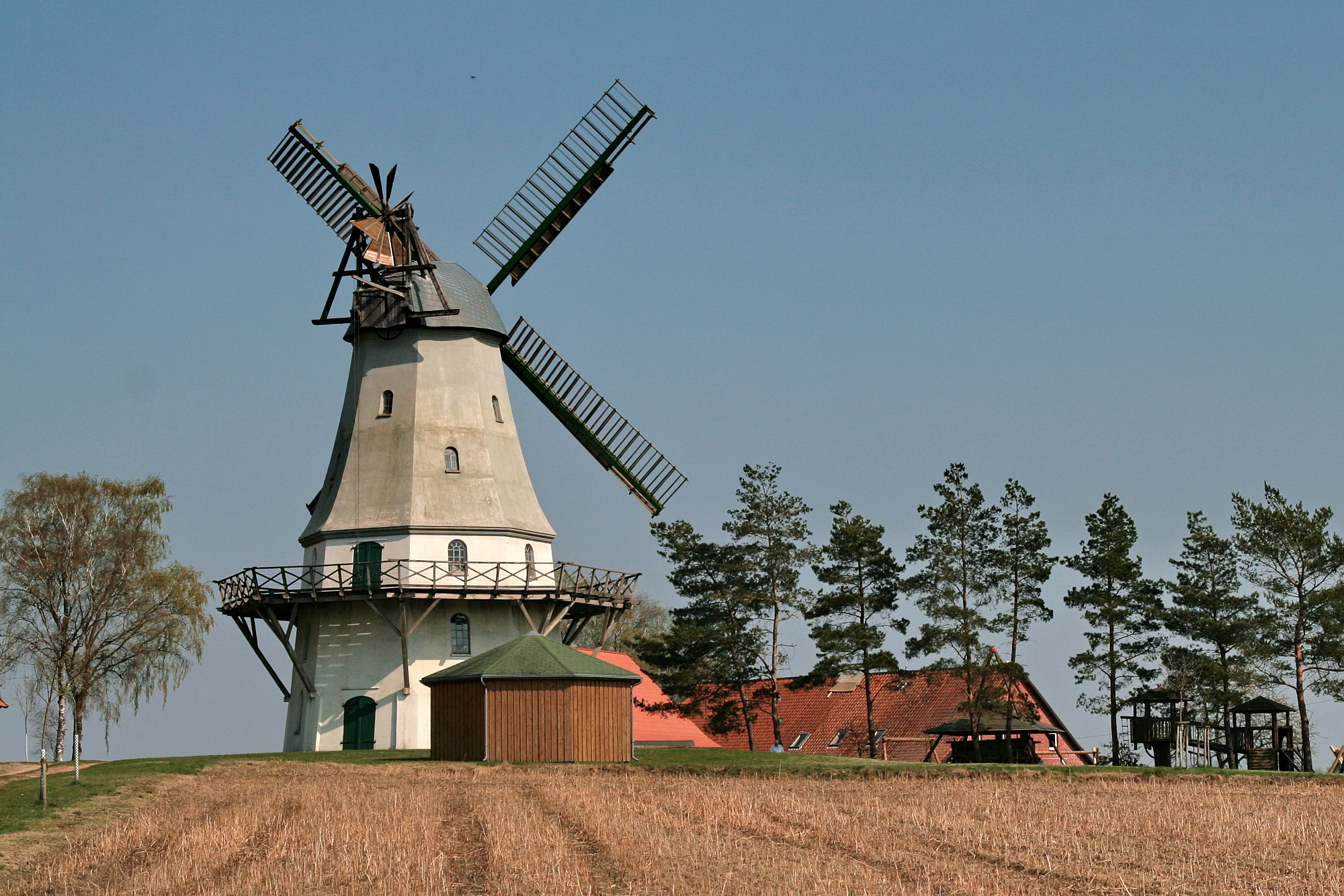
Sprengeler Mühle von 1877

- Neuenkirchener Draisinenbahn in Neuenkirchen
- der Schroershof in Neuenkirchen
- Kunststiftung Springhornhof in Neuenkirchen
- Heide-Erlebnispfad an der B 71 bei Neuenkirchen[8]
- Tödters-Steingarten in Neuenkirchen[9]
- St.-Bartholomäus-Kirche

## Wirtschaft und Infrastruktur

### Unternehmen
In der Gemeinde befinden sich zwei Gewerbegebiete: Das Gebiet Siemensstraße an der Landesstraße 171 in Richtung Visselhövede sowie das Gebiet Robert-Koch-Straße an der Bundesstraße 71 in Richtung Rotenburg.

### Verkehr
Straße
Neuenkirchen liegt an der Bundesstraße 71. Außerdem führt die K 17 (über K 139 – B 440 – K 164) in Richtung Bad Fallingbostel und die Landesstraße L 171 von Schneverdingen nach Verden (Aller).
Eisenbahn
Die früher vorhandene, von der OHE betriebene Bahnstrecke Soltau–Neuenkirchen wurde zwischenzeitlich teilweise demontiert. Auf der Reststrecke in Neuenkirchen besteht seit dem 1. Januar 2014 eine Draisinenbahn, diese wurde am 3. Mai 2014 offiziell eröffnet.
Öffentlicher Personennahverkehr
Der öffentliche Personennahverkehr (ÖPNV) wird durch mehrere Buslinien nach Soltau, Schneverdingen, Tewel, Sprengel und Visselhövede abgewickelt. Seit dem Jahr 2020 fährt zusätzlich der Neuenkirchener Bürgerbus auf zwei Linien.

## Persönlichkeiten
- Hawoli (* 1935, eigentlich Hans-Wolfgang Lingemann), Maler und Bildhauer.